# Episodi di Rescue Special Ops (seconda stagione)
La seconda stagione di Rescue Special Ops, composta da 13 episodi, è stata trasmessa sul canale australiano Nine Network dal 28 giugno 2010 al 20 settembre 2010. 
In Italia è andata in onda in prima visione su Joi dal 7 giugno 2011 al 19 luglio 2011, alle ore 21:00, con un doppio episodio.
| nº | Titolo originale                     | Titolo italiano               | Prima TV USA      | Prima TV Italia |
| -- | ------------------------------------ | ----------------------------- | ----------------- | --------------- |
| 1  | Enemy Mine                           | Crollo in Miniera             | 28 giugno 2010    | 7 giugno 2011   |
| 2  | A Day In The Death of Dean Gallagher | A un Passo dalla Morte        | 5 luglio 2010     | 7 giugno 2011   |
| 3  | Locked In                            | Una Donna Sola                | 12 luglio 2010    | 14 giugno 2011  |
| 4  | Jordan's Choice                      | La Scelta di Jordan           | 19 luglio 2010    | 14 giugno 2011  |
| 5  | Shock Jock                           | A Picco sul Mare              | 26 luglio 2010    | 21 giugno 2011  |
| 6  | Thicker than Water                   | Acque Insidiose               | 2 agosto 2010     | 21 giugno 2011  |
| 7  | Find My Baby                         | Trovate Mia Figlia            | 9 agosto 2010     | 28 giugno 2011  |
| 8  | Street Legal                         | Vivere Pericolosamente        | 16 agosto 2010    | 28 giugno 2011  |
| 9  | Out of the Ashes                     | Tra le Ceneri                 | 23 agosto 2010    | 5 luglio 2011   |
| 10 | Rock Stars                           | La Scomparsa di una Rock Star | 30 agosto 2010    | 5 luglio 2011   |
| 11 | Off The Rails                        | Fuori dai Binari              | 6 settembre 2010  | 12 luglio 2011  |
| 12 | One For The Money                    | I Soldi del Perdono           | 13 settembre 2010 | 12 luglio 2011  |
| 13 | Crazy Love                           | Pazzo Amore                   | 20 settembre 2010 | 19 luglio 2011  |